# 연풍 김씨
연풍 김씨(延豊金氏)는 충청북도 괴산군 연풍면을 본관으로 하는 한국의 성씨이다.
시조 김이도(金以道)는 본래 상주 김씨 사람으로, 조선의 부사어(副司禦)로서 소현세자의 호위를 맡았다.

## 참고 자료
- “연풍김씨(延豊金氏)”. 뿌리를 찾아서.[깨진 링크(과거 내용 찾기)]